# Geschwend (Todtnau)
Geschwend ist seit dem 1. April 1974 ein Stadtteil der Stadt Todtnau im baden-württembergischen Landkreis Lörrach.

## Geographie

### Geographische Lage
Der Ort liegt am Unterlauf des Prägbaches und auf der linken Talseite des Wiesentals. Auf der Gemarkung mündet der Prägbach in die Wiese. Nördlich der Dorfsiedlung liegt der Staldenkopf (1135 Meter NN) und nördlich der Elsberg (1029 Meter NN).

### Ortsgliederung
Zum Stadtteil Geschwend gehören der Wohnplatz Gisiboden und der aufgegangene Ort Grafenmatte.

### Nachbarorte
Der Ort grenzt im Norden an die Gemarkungen der Kernstadt Todtnau und des Todtnauer Stadtteils Schlechtnau; im Westen an die Gemeinde Utzenfeld; im Süden und Osten an die Stadt Schönau im Schwarzwald, sowie im Osten an den Todtnauer Stadtteil Präg.

### Geologie

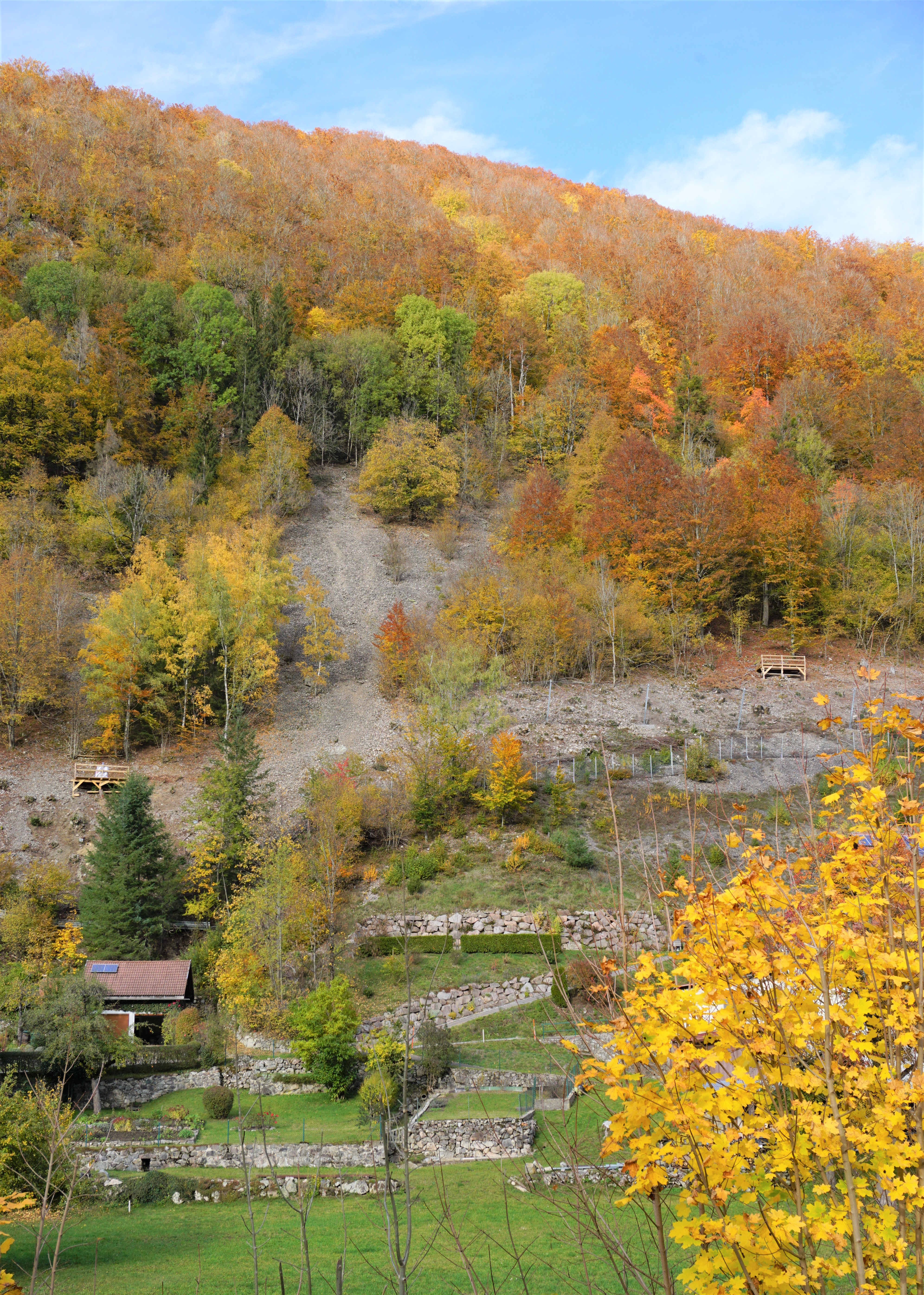
Geschwender Halde mit Teilen der Hangsicherung (Oktober 2020)

Am 7. März 2019 löste sich 180 Höhenmeter über der Bebauung aus dem Randgranit der Geschwender Halde, oberhalb der Gisibodenstraße ein 5,5 Tonnen schwerer Felsblock mit einer Größe von 2,2 Kubikmetern. Der Felsblock wurde durch eine Buche abgeleitet und traf daher nur auf einem Hof und nicht auf einem Haus auf. Steinschlag dieser Größenordnung wird Blockschlag genannt. Am 23. Oktober 2019 wurden etwa 70 Bewohner von 15 Häuser evakuiert. Nach Sicherungsarbeiten zur Beseitigung der akuten Gefahr im Oktober und November durften die letzten Anwohner Mitte Dezember 2019 in ihre Häuser zurückkehren.
Im Herbst 2020 sollen durch Sicherungsarbeiten weitere sieben Felsblöcke speziell gesichert werden und zusätzlich ein 820 Meter langer und vier Meter hoher Hochenergiezaun die Wohnhäuser dauerhaft sichern. Die Arbeiten werde durch die Sachtleben Mining Services GmbH, Wolfach ausgeführt. Hierfür erfolgte am 19. Oktober 2020 eine erneute Evakuierung, die bis 4. Dezember 2020 andauerte. 2021 sollen noch einzelne Felsen zusätzlich gesichert werden und auch oberhalb der Bundesstraße 317 ein Hochenergiezaun errichtet werden.

## Geschichte

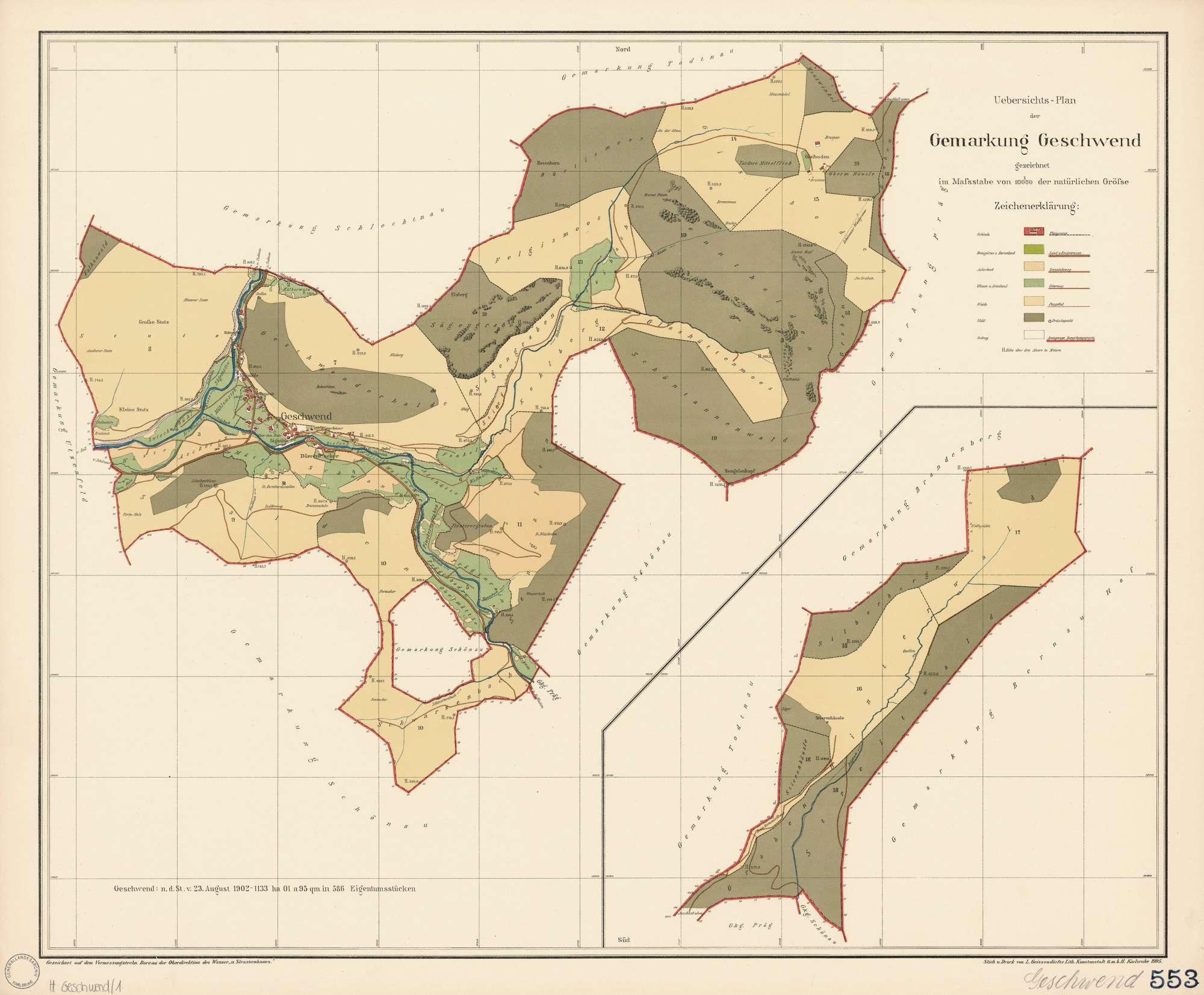
Gemarkungsplan Geschwend; Stand 1902

Die älteste bekannte Nennung des Namens ist in einem Berain des Klosters Sankt Blasien zu finden und datiert von 1352. Die Bezeichnung zem Geswende ist vom althochdeutschen Wort swentan abgeleitet, was Rodung durch schälen der Baumrinde bedeutet. Es wird allerdings angenommen, dass der Ort schon deutlich früher (um 1000) besiedelt war.
Das Dorf gehörte zur Grundherrschaft des Klosters Sankt Blasien und wurde durch dessen Talvogtei Schönau verwaltet und gehörte auch kirchlich zur Pfarrei Schönau.
Im Gewann Dürracker südlich des Dorfkerns fanden ab 1511 die gemeinsamen Versammlungen der Talvogteien Schönau und Todtnau statt.
Die Landeshoheit hatten die Habsburger und Geschwend war mit der Talvogtei Schönau der Grafschaft Hauenstein und dem vorderösterreichischen Waldvogt zugeordnet und war Teil des vorderösterreichischen Breisgaus.
Durch den Reichsdeputationshauptschluss kam der vorderösterreichische Breisgau an das kurzlebige Herzogtum Modena-Breisgau, das alsbald wieder an das Haus Habsburg vererbt wurde. Durch den Frieden von Pressburg kam dieses Herzogtum 1806 an das Kurfürstentum Baden, das noch im gleichen Jahr von Napoleon zum Großherzogtum Baden gemacht wurde.
In badischer Zeit kam Geschwend als selbständige Gemeinde zum Bezirksamt Schönau und nach dessen Auflösung 1924 zum Bezirksamt Schopfheim. Seit auch dieses Amt 1938 tatsächlich aufgelöst wurde gehört der Ort zum Bezirksamt Lörrach und verblieb auch bei dem 1939 neu gebildeten Landkreis Lörrach.
1895 zerstörte ein Großbrand die Dorfmitte fast vollständig, so dass alte Schwarzwaldbauernhöfe aus dem 18. Jahrhundert hauptsächlich im Unterdorf stehen geblieben sind und heute unter Denkmalschutz stehen.

## Politik

### Eingemeindung
Im Zuge der Gebietsreform in Baden-Württemberg hat der Gemeinderat der ehemals selbständigen Gemeinde Geschwend am 20./27. Februar 1974 mit der Stadt Todtnau eine Eingliederungsvereinbarung getroffen, nachdem der Stichtag für eine freiwillige Eingemeindung am 1. Januar 1973 verflossen war. In dieser Vereinbarung ließ sich Geschwend auch die Erhaltung einer eigenen Feuerwehrabteilung zusichern. Am 31. Juli 2003 beschloss der Stadtrat von Todtnau gleichwohl die Feuerwehrabteilung von Geschwend im Rahmen einer Neuorganisation der gesamten Feuerwehr der Stadt aufzulösen und mit den anderen Abteilungen zusammenzuführen. Der Ortschaftsrat von Geschwend klagte gegen diesen Beschluss und das
Verwaltungsgericht Freiburg entschied am 12. Februar 2005, dass die Zusagen aus der Eingliederungsvereinbarung weiterhin einzuhalten seien. Die Stadt erklärte daraufhin, dass die Feuerwehrabteilung Geschwend das eigentlich zum Ersatz anstehende Fahrzeug weiter nutzen könne, aber keine Neuanschaffung erfolge. Daraufhin löste sich die Abteilung vollständig auf und die Aufgaben wurden von der Abteilung Todtnau übernommen.

### Ortschaftsrat
Die Gemeindeordnung (GeO) Baden-Württemberg regelt die Ortschaftsverfassung in den §§ 67–76.
Die Stadt Todtnau hat auf dieser Grundlage eine Ortschaftsverfassung eingeführt. Geschwend hat einen Ortschaftsrat mit sechs Mitgliedern. Ortsvorsteher ist Alfred Zielinski.

### Gesamtanlage „Schwarzwalddorf Geschwend“

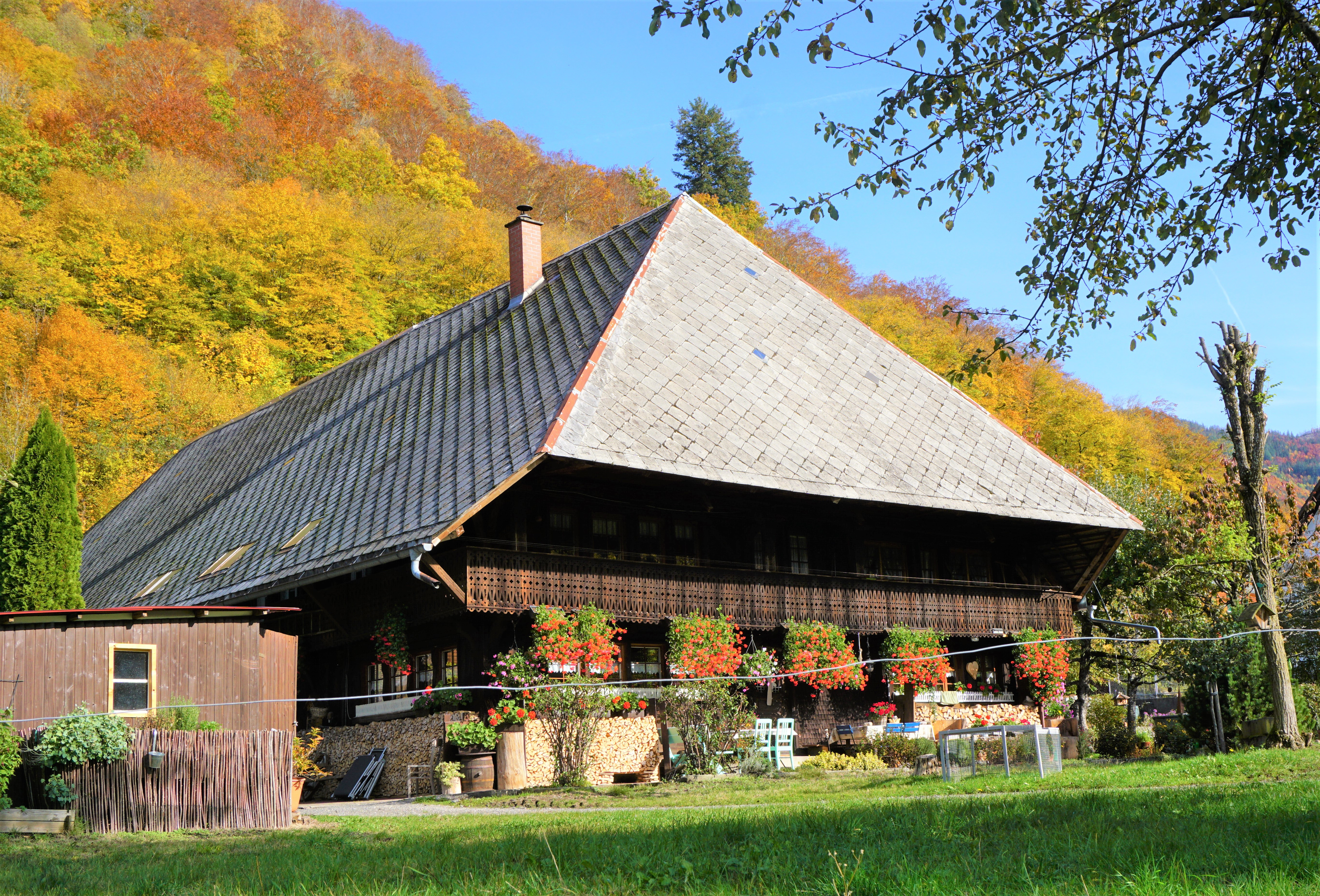
Schwarzwaldhaus in Geschwend

Im Unterdorf von Geschwend befinden sich eine Anzahl Objekte (Schwarzwaldhäuser, Bogenbrücke, Feldkreuz, Brunnen) die seit längerem als Kulturdenkmale eingestuft sind. Zwischen den Hofanlagen sind teilweise große Freiflächen. Im Oktober 2016 beantragte ein Grundstückseigentümer einen Bauvorbescheid für sein Grundstück. Der Stadtrat der Stadt Todtnau diskutierte daraufhin im Dezember 2016 Möglichkeiten zum Schutz des gesamten Ortsbildes und beschritt den Weg eine Gesamtanlagenschutzsatzung nach § 19 Denkmalschutzgesetz zu erstellen. Hierzu wurde zunächst eine Historische Ortsanalyse in Auftrag gegeben die dann im April vorgelegt wurde. Am 13. Juli 2017 beschloss der Stadtrat eine Satzung über den Schutz der Gesamtanlage „Schwarzwalddorf Geschwend“ mit einer Veränderungssperre für das definierte Gebiet – weite Teile des Unterdorfes. Der Grundstückseigentümer beschritt gegen diese Beschränkung seines Eigentumsrechts den Rechtsweg. Im weiteren Verlauf wurde offenkundig, dass die Satzung rechtliche Mängel aufwies und der Stadtrat besserte am 9. Oktober 2019 mit einer überarbeiteten Satzung nach, die im März 2020 ebenfalls rechtlich angefochten wurde. Am 23. Juli hat der Verwaltungsgerichtshof Baden-Württemberg nach einem Ortstermin die Satzungen wegen Rechtsmängeln für rechtswidrig (13. Juli 2017) bzw. unwirksam (9. Oktober 2019) erklärt. Gleichzeitig wurde festgestellt, dass die Stadt das Recht hat eine solche Satzung für das Unterdorf Geschwend aufzustellen, da aus wissenschaftlichen und heimatgeschichtlichen Gründen ein öffentliches Interesse besteht. Eine solche Satzung kann jedoch kein Bauverbot aussprechen, sondern nur ein Veränderungsverbot mit Erlaubnisvorbehalt. In jedem konkreten Fall hat die zuständige Denkmalschutzbehörde das öffentliche Denkmalschutzinteresse gegen die Interessen des Grundstückseigentümers abzuwägen. Die Beurteilung des konkreten Falls war nicht Gegenstand des Urteils, aber das Gericht ließ erkennen, dass eine verhältnismäßige Einschränkung des Eigentumsrechtes wohl in Vorgaben zur Fläche, Höhe, Kubatur und Bauform eines Gebäudes liegen könnte.
Die Stadt betrieb nach dem Urteil zügig die Erstellung einer von Rechtsmängeln freien Satzung. Im Ortschaftsrat von Geschwend wurde am 6. Oktober 2020 der Entwurf mit großer Mehrheit befürwortet. Am 8. Oktober 2020 hat der Stadtrat die neue Satzung beschlossen.

### Wappen
Blasonierung: „In Blau auf breitem grünen Tafelberg ein stehendes silbernes Fohlen.“ Das Wappen wurde 1902 erstellt, die Wappenfarben erst 1935 festgelegt. Das Fohlen erinnert an die früher bedeutende Fohlenweide auf dem Gisiboden.

## Bevölkerung und Religion

### Einwohner
Die Zahl der Einwohner von Geschwend entwickelte sich wie folgt:
| Jahr | Einwohner |
| ---- | --------- |
| 1852 | 262       |
| 1871 | 284       |
| 1880 | 283       |
| 1890 | 251       |
| 1900 | 276       |
| 1910 | 299       |
| 1925 | 318       |

| Jahr | Einwohner |
| ---- | --------- |
| 1933 | 282       |
| 1939 | 282       |
| 1950 | 327       |
| 1956 | 308       |
| 1961 | 338       |
| 1970 | 364       |
| 2020 | 375       |

### Religion

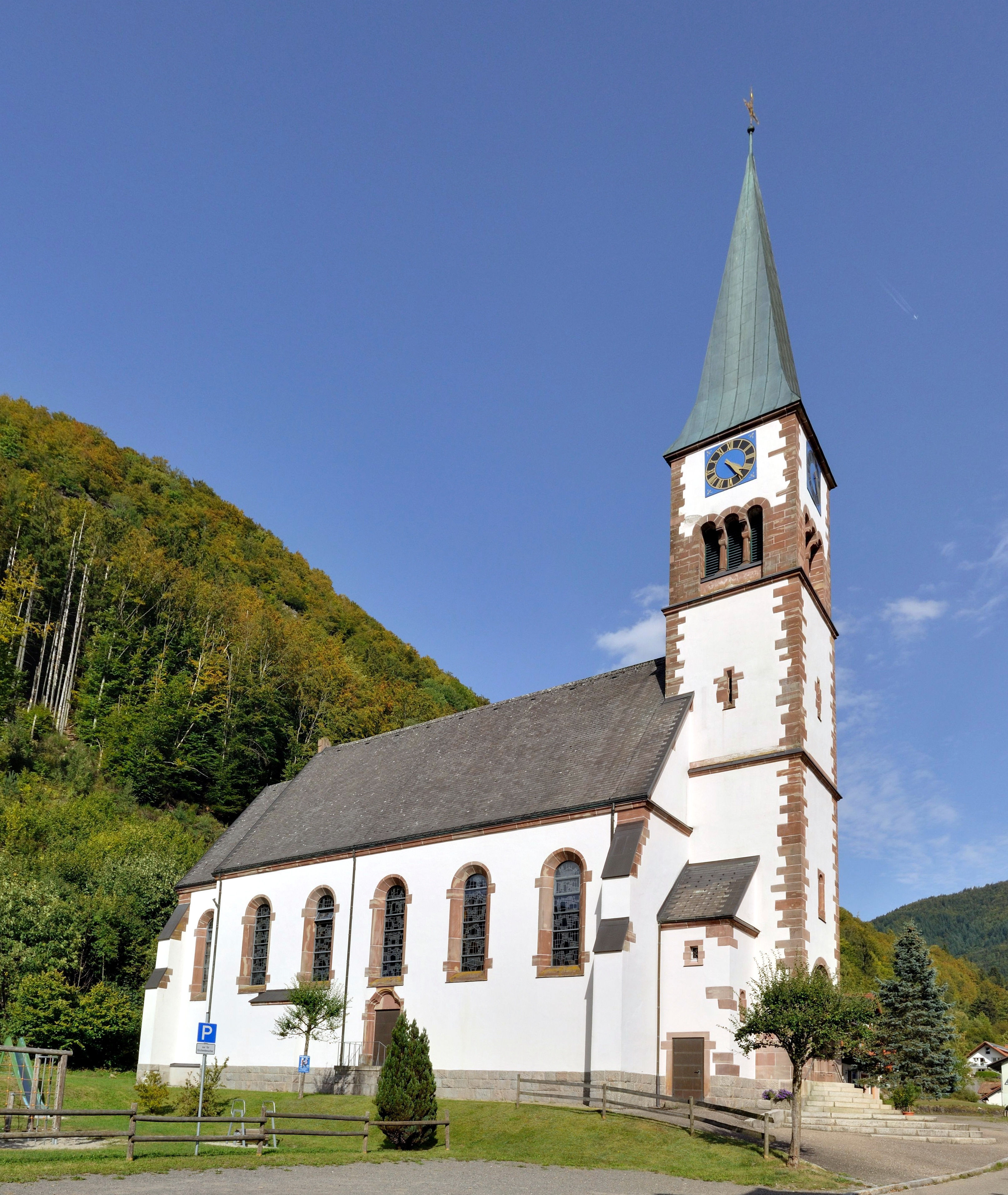
Katholische Kirche St. Wendelin in Todtnau-Geschwend

Aufgrund der historischen Zugehörigkeit zu Vorderösterreich war die katholische Konfession über Jahrhunderte dominierend und ist auch heute noch die weitaus stärkste Konfession. In Geschwend steht die katholische Filialkirche St. Wendelin, die zur Seelsorgeeinheit Oberes Wiesental gehört.
Die Evangelischen Bewohner werden durch die evangelische Kirchengemeinde Todtnau betreut.
Die Zugehörigkeit zu den Religionsgemeinschaften verteilte sich in der Vergangenheit wie folgt:
| Jahr | Religion    | Religion   | Religion |
| Jahr | evangelisch | katholisch | sonstige |
| ---- | ----------- | ---------- | -------- |
| 1858 | 0,4 %       | 99,6 %     | 0,0 %    |
| 1925 | 5,7 %       | 94,3 %     | 0,0 %    |
| 1950 | 7,6 %       | 92,0 %     | 0,3 %    |
| 1961 | 10,7 %      | 88,5 %     | 0,9 %    |
| 1970 | 12,4 %      | 83,2 %     | 4,4 %    |

## Kultur und Sehenswürdigkeiten

### Bauwerke

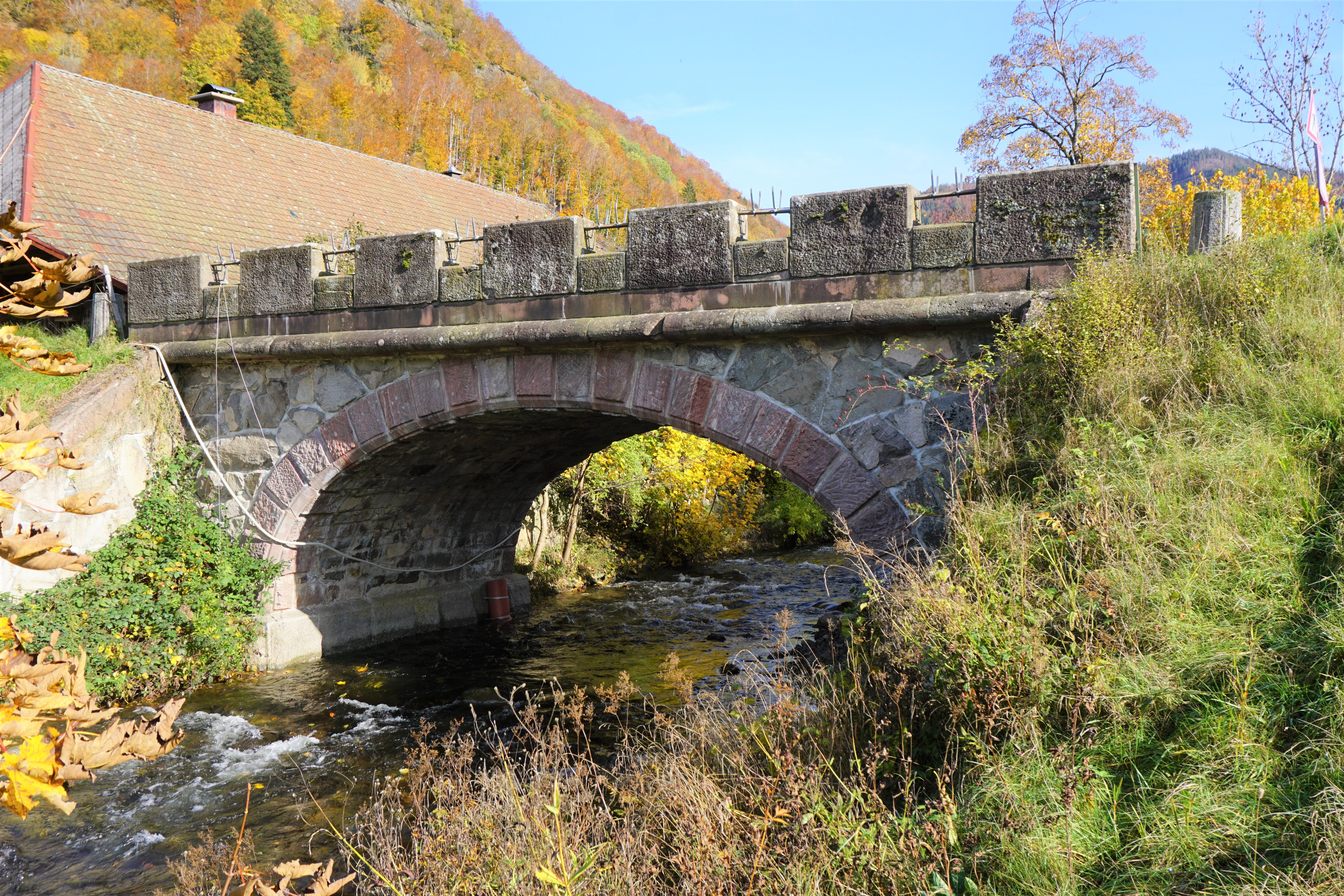
Bogenbrücke in Todtnau-Geschwend

St. Wendelin ist eine katholische Filialkirche im Todtnauer Stadtteil Geschwend. Sie entstand Anfang des 20. Jahrhunderts im neuromanischen Stil. Eine 1860 erbaute steinerne Bogenbrücke mit zinnenartiger Brüstung verbindet im Süden des Ortes die L 149 mit der Mättlestraße – sie ist als Kulturdenkmal eingestuft.

#### Dorfgasthaus dasrößle
Eine Besonderheit stellt der Kulturverein „dasrößle“ e. V. dar, der das im Bestand gefährdete alte Dorfgasthaus Rößle – ein historisches Baudenkmal aus dem Jahre 1773 – erworben hat und nach umfassender Renovierung seit Januar 2013 auf genossenschaftlicher Basis (Genossenschaft dasrößle eG) betreibt. Neben dem Wirtshausbetrieb der auch über sieben Gästezimmern verfügt, wird auch ein Kulturprogramm angeboten.
Das Gasthaus diente auch als Kulisse für die SWR-Familienserie „Die Fallers“ wie auch für den 2012 uraufgeführten Kinofilm „Ende der Schonzeit“. Das Projekt wurde mit Mitteln aus dem europäischen LEADER-Programm gefördert.

#### Schwarzwaldhäuser
Im Unterdorf und im Gewann Dürracker sind eine Anzahl von Schwarzwaldhäusern erhalten geblieben, die trotz der teilweisen neueren Umgestaltung noch einen guten Eindruck von einem früheren Schwarzwalddorf mit den typischen Eindachhöfen geben. Der Blasihof im Unterdorf von Geschwend diente 1956 als Kulisse für den Heimatfilm Schwarzwaldmelodie.

### Gisiboden
Der Berggasthof Gisiboden Alm (1183 Meter über NN) mit der Jungviehweide ist ein beliebter Anlaufpunkt für Wanderer.

### Wasserfall

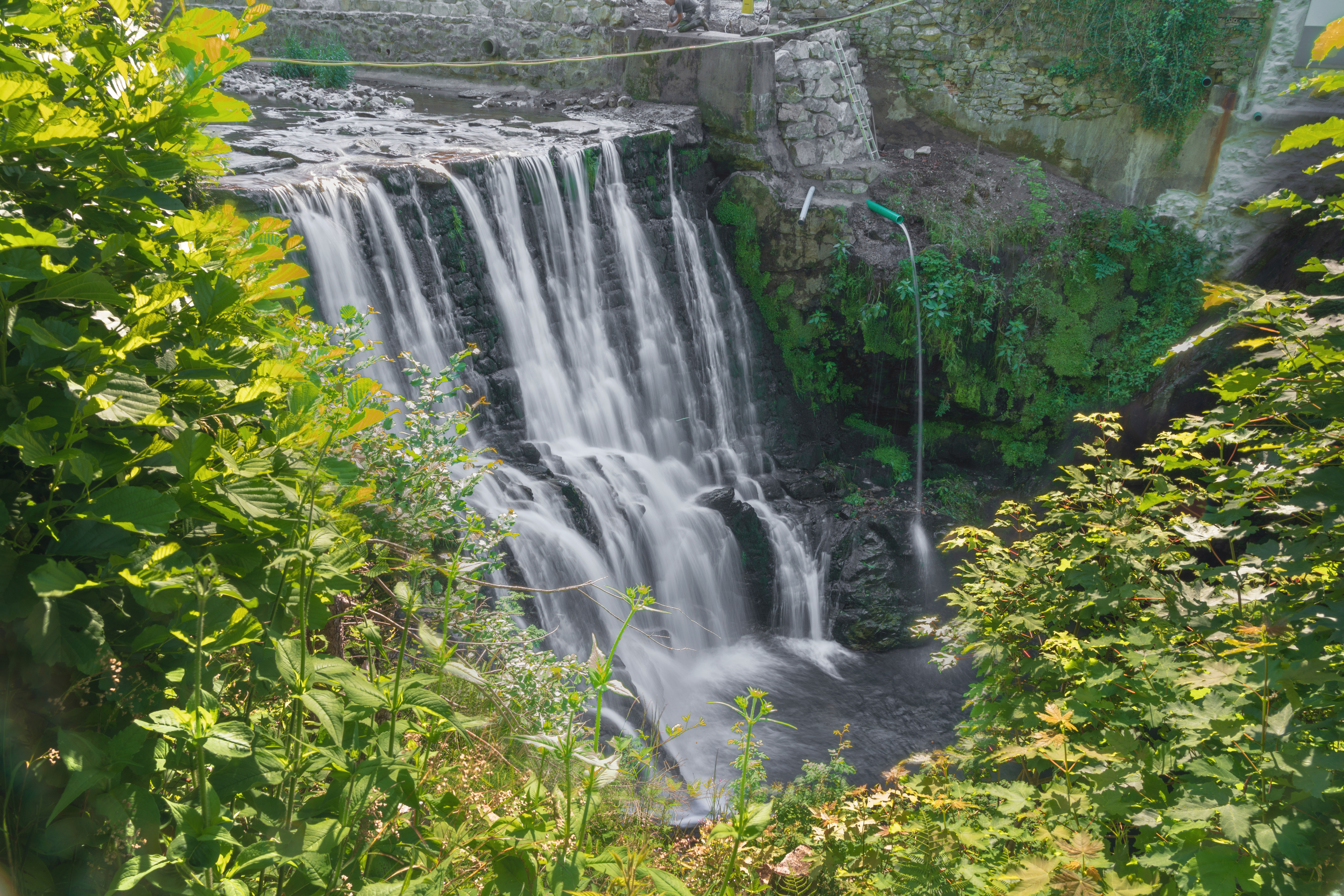
Wasserfall der Wiese in Geschwend

Die Wiese bildet zwischen Schlechtnau und Geschwend einen Wasserfall mit einer Fallhöhe von 9,5 Metern. Die unteren drei bis fünf Meter sind natürlich; oberhalb davon stürzt das Wasser über eine Mauer, deren Staubereich inzwischen mit Geröll aufgefüllt ist. Da der Wassersturz vom Wanderweg je nach Blickdichte der Vegetation nur schlecht zu sehen ist und es in Todtnau mit dem Fahler Wasserfall und dem Todtnauberger Wasserfall weit eindrücklichere Fälle gibt, wird er wenig beachtet.

### Bannwald
Der Bannwald „Geschwender Halde“ stellt seit 2015 50,2 Hektar der Gemarkung des Ortsteils unter Schutz.

### Vereine
Neben dem Musikverein Geschwend e. V. gibt es die Sportfreunde Geschwend.

## Wirtschaft und Infrastruktur

### Schulen
Die Grundschule Geschwend ist Teil der Gemeinschaftsschule Oberes Wiesental. Die Schule ist in einem Baukörper mit der Elsberghalle untergebracht, die als Veranstaltungsort dient.

### Unternehmen
Größter Arbeitgeber im Ort ist die Zahoransky AG, ein Unternehmen, das als Weltmarktführer auf dem Gebiet von Maschinen zur Bürstenherstellung gilt.
In Geschwend werden an der Wiese zwei kleine Wasserkraftwerke betrieben.

### Verkehr
Im Wiesental – auf der Westseite des Ortes – verläuft die Bundesstraße 317, die Weil am Rhein mit Titisee-Neustadt verbindet. Beim Ort zweigt die Landesstraße L 149 nach Sankt Blasien von der B 317 ab. Vom Ortskern führt eine sieben Kilometer lange Bergstraße zum Gisiboden.
Auf Gemeindegebiet befinden sich drei Haltestellen der Regionalbuslinie 7300 (Basel-Titisee) der SBG Südbadenbus GmbH. Außerdem gibt es zwei Haltestellen der Regionalbuslinie 7321 (Todtnau-Todtmoos), die ebenfalls von Südbadenbus betrieben wird.
Bis 1967 hatte der Ort eine Bahnstation der dann stillgelegten Bahnstrecke Zell im Wiesental–Todtnau. Seit der Stilllegung ist die Bahntrasse als Teil des Wiesental Radwegs umfunktioniert worden.